# Stora synagogan i Marseille
Stora synagogan i Marseille (franska: Grande Synagogue de Marseille; sedan 2018 officiellt Synagogue Beth Yossef) är en synagoga på Rue Breteuil i 6:e arrondissementet i Marseille, invigd 1864. Den är sedan 2007 klassad som ett monument historique.

## Historik

### Förhistoria
Den judiska församlingen i Marseille daterar sig till åtminstone 500-talet e.Kr. Judarna gavs medborgarskap 1257, även om de försågs med omfattande restriktioner.
På 1300-talet fanns tre synagogor och en mikveh i staden, samtidigt som judarna var väl integrerade i stadslivet. De judiska kvarteren föll dock 1484–1485 offer för pogromer, vilket ledde till plundring, mord och att många flydde från området. Mängden judar i staden ökade tillfälligt på grund av immigration av judar som utvisats från Spanien, men 1500 inleddes en tid med förtryck, utvisning och tvångskonverteringar även i Marseille och övriga Provence.
Först i slutet av 1700-talet ökade den judiska närvaron i Marseille igen, bland annat med hjälp av judar från Avignon, och därefter byggdes en mindre synagoga och en judisk kyrkogård. Vid en folkräkning 1808 noterades 440 judar som boende i staden, en siffra som fram till 1866 ökade till 2 557. Detta var en tid med ökat behov att bygga en större synagoga för den växande församlingen.

### Bygge
När den tidigare synagogan på Rue Grignan var förfallen och för liten, började en kampanj 1855 för att samla in pengar till en ny synagoga. Ett förslag av arkitekt Nathan Salomon godkändes 1860, och byggnaden stod färdig 1864. Under många års tid var den känd under namnet Grand Temple ('Stora templet').
Synagogans form är som en basilika, något som oftare förknippas med antikens kyrkor i Grekland och Rom. Den är byggd i romersk-bysantinsk stil och har byggts under inflytande av Synagogue Nazareth, färdigställd i Paris 1852. En predikstol och en orgel – båda också förknippade mer med kristna byggnader än judiska – finns inuti synagogan, och en blandning av västerländska och orientaliska mönster valdes för att spegla mångfalden av religionsutövare.

### Senare historia
Inrikesminister Bernard Cazeneuve besökte synagogan i januari 2016, i solidaritet med en lokal lärare som hade blivit anfallen av en tonåring som sympatiserade med Islamiska staten. I september 2018 talade Frankrikes tidigare president Nicolas Sarkozy i synagogan för att fördöma antisemitism.
Synagogan bär sedan 2018 officiellt namnet [Grande] synagogue [Breteuil] Beth Yossef. Detta kombinerar information om gatan och en hyllning till den tidigare franska överrabbinen Yossef Haïm Sitruk.